# Beardmore W.B.IV
Beardmore W.B.IV là một loại máy bay tiêm kích trên tàu chiến của Anh trong Chiến tranh thế giới I.

## Tính năng kỹ chiến thuật
Dữ liệu lấy từ Janes 
Đặc điểm tổng quát
- Kíp lái: 1
- Chiều dài: 26 ft 6 in (8,08 m)
- Sải cánh: 35 ft 10 in (10,92 m)
- Chiều cao: 9 ft 10½ in (3,01)
- Trọng lượng rỗng: 1.960 lb (891 kg)
- Động cơ: 1 × Hispano-Suiza 8, 200 hp (149 kW)

 Hiệu suất bay 
- Vận tốc cực đại: 110 mph (177 km/h)
- Thời gian bay: 2 h 30 phút[2]
- Trần bay: 14.000 ft[2] (4.270 m)

Trang bị vũ khí

- Súng: 1 súng máy Vickers .303 in và 1 súng máy Lewis